# Listă de comune din Unitatea Teritorială Autonomă Găgăuzia
Această listă conține comunele din Găgăuzia, Republica Moldova, cu satele din componența lor. Celulele gri indică localitățile consemnate ca „sat (comună)” în Legea privind organizarea administrativ-teritorială a Republicii Moldova.
| Comuna             | Satul de reședință | Sate componente      |
| ------------------ | ------------------ | -------------------- |
| —                  | —                  | Avdarma              |
| —                  | —                  | Baurci               |
| —                  | —                  | Beșalma              |
| —                  | —                  | Beșghioz             |
| —                  | —                  | Bugeac               |
| —                  | —                  | Carbalia             |
| —                  | —                  | Cazaclia             |
| —                  | —                  | Chioselia Rusă       |
| —                  | —                  | Chiriet-Lunga        |
| —                  | —                  | Chirsova             |
| —                  | —                  | Cioc-Maidan          |
| —                  | —                  | Cișmichioi           |
| —                  | —                  | Congaz               |
| Congazcicul de Sus | Congazcicul de Sus | Congazcicul de Jos   |
| Congazcicul de Sus | Congazcicul de Sus | Congazcicul de Sus   |
| Congazcicul de Sus | Congazcicul de Sus | Dudulești            |
| —                  | —                  | Copceac              |
| —                  | —                  | Cotovscoe            |
| —                  | —                  | Dezghingea           |
| Etulia             | Etulia             | Etulia               |
| Etulia             | Etulia             | Etulia (stație c.f.) |
| Etulia             | Etulia             | Etulia Nouă          |
| —                  | —                  | Ferapontievca        |
| —                  | —                  | Gaidar               |
| —                  | —                  | Joltai               |
| Svetlîi            | Svetlîi            | Alexeevca            |
| Svetlîi            | Svetlîi            | Svetlîi              |
| —                  | —                  | Tomai                |